# 巴斯托 (加利福尼亞州弗雷斯諾縣)
巴斯托（英語：Barstow）是位於美國加利福尼亞州弗雷斯諾縣的一個非建制地區。該地的面積和人口皆未知。

## 地理
巴斯托的座標為36°48′55″N 119°58′12″W / 36.81528°N 119.97000°W，而該地的平均海拔高度為84米（即276英尺）。